# Prvi križarski rat
Prvi križarski rat (1096. – 1099.), prvi iz niza križarskih ratova koje je inicirala i podržavala Latinska Crkva tijekom srednjeg vijeka. Cilj križarskog rata bio je povratak Svete zemlje u kršćanske ruke, nakon što su to područje zauzeli muslimani Seldžuci te zaprijetili tamošnjim kršćanima, europskim hodočasnicima i Bizantu. Križarski rat je potaknut 1095. godine na traženje bizantskog cara Aleksija I. Komnena, koji je zatražio vojnu pomoć od europskih država zbog ugroze od strane Seldžučkog Carstva. Poziv na križarski rat uputio je papa Urban II. na sinodi u Clermontu u studenom 1095. godine. Svećenici i redovnici su počeli pozivati širom Europe seljake i građane na rat za oslobođenje Kristova groba u Svetoj zemlji od "nevjernika" muslimana, nudeći im papinsko odrješenje grijeha, a među najvećim promotorima i zagovarateljima bio je Petar Pustinjak, koji je poveo religijski fanatiziranu i neorganiziranu seljačku vojsku u pohod preko Njemačke gdje su vršili napade na Židove i Carigrada do Male Azije gdje su ih porazili i uništili Seldžuci u listopadu 1096. godine.
Organizirani velikaški križarski pohod krenuo je na Bliski istok u kolovozu 1096. godine preko Balkana i Bizanta, a predvodili su ga veliki francuski, flandrijski i normandijski velikaši, među kojima su se isticali Gotfrid Bujonski, njegov brat Balduin Bulonjski, Rajmund IV. Tuluški i Adhemar od Le Puya. Godine 1097. na vojnom pohodu preko Male Azije izborili su i prvu pobjedu, osvojivši Niceju (lipanj 1097. godine), zatim pobijedivši u bitci kod Dorileja (srpanj 1097. godine), nakon čega su se domogli Edese i Antiohije (1098.).
Dana 15. srpnja 1099. osvojili su Jeruzalem, opljačkali ga i počinili velik pokolj stanovništva. Svećenik Rajmund Aguilers napisao je: "U Salomonovom hramu (u Jeruzalemu), gazili smo do koljena u krvi, pa čak i do konjskih uzda, po pravednom i čudesnom Božjem sudu." Oko 40.000 muslimana, zajedno sa Židovima pobijeno je u ta dva dana, i tako je Jeruzalem "očišćen od nevjerničke ruke". Zabilježeno je i da su spalili jednu sinagogu punu Židova. Nakon zauzimanja grada u bazilici Svetoga groba održana je misa zahvale. U njihovim rukama grad je ostao oko 100 godina. Budući da je cilj rata bio ostvaren mnogi su se križari vratili u svoje zemlje. Neki su, međutim, ostali i nastavili se probijati duž istočne sredozemne obale. Križari su na koncu osnovali i četiri križarske države: Jeruzalemsko Kraljevstvo, Grofoviju Tripoli, kneževinu Antiohiju te Grofoviju Edesu. Središte posljednje osnovane križarske države, Tripoli, križari su osvojili 1109. godine, nakon 6 godina opsade.

## Pozadina sukoba
Kršćansku vladavinu nad Jeruzalemom prekinula je u 7. stoljeću vlast perzijskih Sasanida, koji su područje Sirije, Male Azije i sjevernog Egipta osvojili od Bizantskog Carstva. Vrlo brzo njihovu je vlast smijenio ubrzani arapski osvajački pohod, čime su Jeruzalem i Sveta zemlja došli pod muslimansku vlast. Za vladavine dinastija Omejida i Abasida, sveta kršćanska mjesta u Palestini su bila otvorena za kršćanske hodočasnike. Međutim, kada su Seldžuci 1071. godine osvojili i opljačkali Jeruzalem, situacija se u potpunosti promjenila, jer su Seldžuci iskazali vjersku netrpeljivost prema kršćanima i zabranili kršćanska hodočašća u Svetu zemlju.
Istodobno, Seldžuci su ozbiljno zaprijetili kršćanskom Bizantskog Carstvu, što je potaknulo bizantske vladare da potraže pomoć na europskom zapadu.

## Uvod u Prvi križarski rat
Poslanici bizantskog cara Aleksija I. Komnena zatražili su u carevo ime pomoć od kršćanske Europe na saboru u Piacenzi u ožujku 1095. godine i podsjetili papu Urbana II. da je Sveta zemlja u rukama nevjernika. Papa Urban II. iskoristio je tu situaciju te je na saboru u Clermontu održanom u studenom iste godine pozvao europske vladare na organizaciju križarskog rata s ciljem oslobađanja Jeruzalema i Svete zemlje.
Prije pokretanja velikaške križarske vojske, Petar Pustinjak je okupio fanatične široke mase kojima je papa obećao oprost grijeha ukoliko odu u oslobođenje Kristova groba i to mnoštvo je pod vodstvom Petra Pustinjaka krenulo prema istoku Europe, putem počinivši masakre nad europskim Židovima, da bi naposljetku doputovali do Male Azije gdje su ih Seldžuci potukli i uništili u listopadu 1096. godine.
U isto vrijeme europski vladari su počeli organizirati velikaški križarski pohod kojemu je papa Urban II. postavio na čelo grofa Rajmonda IV. Tuluškog za svjetovnog i Adhemara od Le Puyja za duhovnog vođu križarskog pohoda. Za službeni početak Prvog križarskog rata uzima se 15. kolovoza 1096. godine.

## Križarski sukobi (1097. - 1099.)
Glavna križarska vojska pod zapovjedništvom Rajmunda IV. Tuluškog i Adhemara od Le Puyja krenula je u kolovozu 1096. godine i bila je sastavljena od četiri veća kontingenta. Manji, peti kontingent, krenuo je nešto ranije pod vodstvom Huga od Vermandoisa, brata francuskog kralja Filipa I., ali doživjela je brodolom pri prelasku Jadranskog mora od Barija do Drača te je bila desetkovana.
Dio vojske pod zapovjedništvom Gotfrida Bujonskog, njegova brata Balduina Bulonjskog i njihova rođaka Baldouina de Bourcqa pošao je kopnenim putem preko Ugarske te joj je putovanje prošlo bez bitnijih incidenata. Ta križarska vojska stigla je u Carigrad 23. prosinca 1096. godine. Drugi dio križarske vojske pod zapovjedništvom italo-normanskog vojskovođe Bohemunda I., sina Roberta Guiscarda. Taj dio vojske stigao je u Carigrad 9. travnja 1097. godine. Treći dio vojske vodio je Rajmund IV. Tuluški zajedno s biskupom Adhemarom, papinim legatom. Taj dio je naišao na probleme pri prolasku kroz Dalmaciju, gdje je Kraljevina Hrvatska bila u raspadu i bez središnje vlasti. U Carigrad su doputovali 21. travnja. Četvrti dio vojske pod vodstvom grofa Roberta II. Flandrijskog i u pratnji Roberta II. Kratke hlače, brata engleskog kralja Vilima II. i rođaka Stjepana od Bloisa.
Nijedan od europskih kraljeva nije sudjelovao u Prvom križarskom ratu, a većina križara govorilo je francuskim jezikom, zbog čega su ih muslimani nazivali Francima.

### Križarski sukobi od Carigrada do Antiohije
Križarska vojska u pratnji kontingenta bizantske vojske dosegla je krajem svibnja 1097. godine grad Niceju, osvojila ga u 19. lipnja i predala Bizantu. Uskoro su križari krenuli dalje prema Antiohiji. Predvodnicu križarskih trupa napali su Seldžuci 1. srpnja 1097. godine kod Dorileje, ali su ih križari uspjeli odbiti. Do Antiohije su došli tek u listopadu iste godine, a u međuvremenu se Gotfridov brat Balduin odvojio od većine križarske vojske i okrenuo prema Edesi, gdje je utemeljio križarsku Grofoviju Edesa.
Glavnina križarske vojske probila se do Antiohije i započela opsadu grada krajem listopada 1097. godine. Grad je konačno pao u ruke križara 3. lipnja 1098. godine. Međutim, uskoro je pod grad došla vojska mosulskog atabega Kerboga koji je otpočeo novu opsadu grada. Rezultat situacije bio je iznenadni proboj križarske vojske iz opkoljenog grada, 28. lipnja i pobjeda nad vojskom atabega Kerboge u bitci kod Antiohije. Nakon pobjede upravu nad gradom preuzeo je Bohemund I. Tarantski koji je utemeljio Kneževinu Antiohiju.
Zbog sukoba između Rajmunda IV. i Bohemunda I. oko vlasti nad Antiohijom, križarska vojska je krenula prema Jeruzalemu tek 3. siječnja 1099. godine pod vodstvom Rajmunda IV., a tijekom puta pridružila joj se vojska na čelu s Tankredom i Robert Normandijskim, a nešto kasnije pridružile su se i trupe pod zapovjedništvom Gotfrida Bujonskog i Roberta Flandrijskog.

### Opsada Jeruzalema 1099. godine
U kolovozu 1098. godine egipatski Fatimidi oteli su Jeruzalem od Seldžuka zbog čega se završna križarska bitka vodila protiv šijitskih Fatimida. Opsada grada počela je 7. lipnja 1099. godine, a moral križarskim jedinicama dizao je Petar Pustinjak koji je vodio masovnu procesiju oko zidina opkoljenog grada. Opsadni tornjevi postavljeni su na zidine Jeruzalema 13. i 14. lipnja te se grad naposljetku predao 15. lipnja. Upravitelj grada je pušten i otpraćen iz grada, a Tankred je građanima obećao zaštitu u džamiji Al-Aksa. Unatoč tome, križari su počinili masovni pokolj građana Jeruzalema tijekom kojeg je život izgubilo oko 40.000 muslimana i Židova.
O krvavom masakru žitelja Jeruzalema ostali su zapisi sudionika i sa kršćanske i sa muslimanske strane. Izjava svećenika, kroničara i sudionika Prvog križarskog rata Rajmund D'Aguilers (2. pol. 11. st. - 1. pol. 12. st.) o osvajanju Jeruzalema:
| » | Bilo je to prekrasno gledati. Neki od naših ljudi (a to su činili iz milosrđa) rezali su glave našim neprijateljima, drugi su ih gađali strelicama, kako bi pali s tornjeva, a ostali su ih dulje mučili tako što su ih bacali u vatru. Gomile glava, ruku i stopala mogle su se vidjeti na ulicama grada. Trebalo se probijati kroz tijela ljudi i konja u krvi, koja im je bila do koljena. Zaista, to je bio pravedan i graciozan prikaz Božje pravde, jer ovo mjesto treba biti napunjeno krvlju nevjernika, predugo je trpjelo njihovo bogohuljenje... | « |
|   | |   |

Muslimanski kroničar Ibn Al-Qalanisi (1071.-1060.) piše o osvajanju Jeruzalema:
| » | ...Branitelji su bili potjerani i Franci su upali u grad i osvojili ga. Velik broj gradskog stanovništva je pobjegao u Davidovo svetište i veliki domaćin je bio ubijen. Židovi su se okupili u sinagogu i Franci su je zapalili iznad njihovih glava. Svetište im se predalo pod garancijom sigurnosti na 22. Šabana ove godine (14. srpnja 1099.) i oni su uništili hramove i grob Abrahama. Mačevi Franaka su se usavršili na muslimanima i upoznali su smrt pješaci, dobrovoljci, građani, njih oko 10 000 i logor je bio opljačkan... | « |
|   | |   |

Kronika Gesta Francorum (o. 1100.), također donosi opis ulaska križara u Jeruzalem:
| » | ...naši su ih ljudi, sljedeći Letolda, gonili, ubijajući ih i sijekući ih sve do Solomonovog hrama. I na tom mjestu bilo je toliko ubijanja da smo do gležnjeva bili u krvi. Naši hodočasnici su ušli u grad i gonili su Saracene, ubijali kako su hodali, sve do Solomonovog hrama. Tamo se okupio neprijatelj i borili su se cijeli dan, tako da je krv tekla po cijelom hramu. U konačnici pogani su bili nadjačani i naši su ljudi zarobili dobar broj muškaraca i žena u hramu. Ubili su koga god su htjeli i birali ostale da ostanu živi... | « |
|   | |   |

Nakon uspješnog oslobođenja Jeruzalema od muslimanske vlasti, većina križara je smatrala kako je izvršila svoje hodočasničke zavjete te su se vratili natrag u Europu svojim kućama. Godine 1099. utemeljeno je Jeruzalemsko Kraljevstvo, ali nitko od feudalaca križara nije htio ponijeti naslov kralja u gradu u kojem je razapet Isus Krist. Konačno je vlast preuzeo Gotfrid Bulonjski, ali ne kao kralj, već kao Zaštitnik Svetoga Groba. Tek je nakon njegove smrti negov brat Balduin Bujonski uzeo naslov jeruzalemskog kralja.

## Značaj i posljedice Prvog križarskog rata
Osvajanje ili oslobođenje Jeruzalema 1099. godine u Prvom križarskom ratu značilo je početak 200 godina dugih ratova između kršćana i muslimana u Svetoj zemlji. Prvi križarski rat donio je primjer kako vjerski fanatizam kod kršćana diže moral i vodi do pobjede u teškim siuacijama u kojima su križari bili višestruko nadbrojeni od strane muslimana. To je pomoglo i otkrivanje relikvija, poput Svetog koplja u Antiohiji, koje je dalo križarima snagu da se odupre brojnijem neprijatelju, ali i otkrivanja komada Prvog križa u Jeruzalemu za kojeg su križari vjerovali da ih čini nepobjedivima.
Prvi križarski rat karakterizira više želja europskih građana da odlaskom u Svetu zemlju zasluže otkupljenje svojih grijeha i da odbrane sveta mjesta kršćanstva u Palestini, a manje želja za slavom i bogatstvom, što je bilo nešto češći slučaj kod kasnijih križarskih ratova.
Važna posljedica križarskog rata bilo je i osnivanje križarskih država u Svetoj zemlji: Jeruzalemsko Kraljevstvo, Grofovija Tripoli, Kneževina Antiohija i Grofovija Edesa. Što se tiče Jeruzalemskog Kraljevstva vjerovalo se da njega vodi sam Bog te da su vladari samo Božji namjesnici koji provode Božju volju u nebeskom kraljevstvu na Zemlji. Ipak, u stvarnosti je Jeruzalemsko Kraljevstvo bilo preslik feudalnih država u Europi.
Uskoro nakon završetka Prvog križarskog rata nastaju i prvi viteški redovi u Svetoj zemlji, poput vitezova templara, ivanovaca i Reda Svetoga Groba. Njihov zadatak bio je obrana križarskih država od muslimana, kao i zaštita hodočasnika u Svetoj zemlji.